# Paracyathus parvulus
Espèce
Statut CITES
Paracyathus parvulus est une espèce de coraux appartenant à la famille des Caryophylliidae.